# Škrlatnordeča glavnica
Škrlatnordeča glavnica (znanstveno ime Claviceps purpurea) je vrsta glive zaprtotrosnice, ki zajeda rž ter druga žita in trave. Njena prezimovalna oblika je rženi rožiček (farmacevtsko ime Secale cornutum) : gre za 1  do 3 cm, včasih do 7 cm dolge, valjaste, rjavo ali temno vijolično črne paličaste glivne steljke; le-te so ravne ali nekoliko zakrivljene, na koncih pa bolj ali manj topo prišiljene in precej trde. Zavzamejo mesto plodnic v cvetovih rži
Pripadniki askomicetnega rodu Claviceps zajedajo več kot 600 enokaličnic[3], vključno s pomembnimi kulturnimi rastlinami kot so rž, pšenica, ječmen, riž, koruza, proso in oves. Rod vsebuje 36 vrst med katerimi jih ima večina ozko specializiran habitat, zato C. purpurea, ki lahko naseljuje kar 400 različnih rastlinskih vrst močno izstopa.[4] Poleg tega je zelo zanimiv tudi zaradi številnih peptidnih alkaloidov, ki jih proizvaja. 

## Življenjski cikel
Gliva se razvija kot parazit na plodnicah rži. V njenem razvojnem krogu ločimo tri faze. Spomladi poženejo iz rženega rožička, ki je prezimil na tleh, svežnji hif, na katerih se oblikujejo glavice škrlatno rdeče barve. V glavici nastanejo številni trosi (askospore), ki jih veter zanese na cvetove rži in tako pride do primarne infekcije.
V drugi fazi askospore kalijo v hife, ki prodirajo v tkiva plodnic in oblikujejo rahel micelij. V tej fazi razvoja tvori gliva številne trose, ki so nanizani drug na drugem in jih imenujemo konidiji. Zreli konidiji se odcepljajo, vendar pa ostajajo v lepljivem, medu podobnem sekretu, ki ga izloča micelij. Ko žuželke sesajo ta izloček, prenašajo konidijske trose na druge, še neokužene cvetove rži. Tako pride do sekundarne infekcije.
V tretji fazi, ki poteka v času, ko začne rž dozorevati, se hife rahlega micelija vse bolj razraščajo in prepletajo in oblikuje se trda masa-rženi rožiček, ki predstavlja trajno obliko v razvoju glive. Rožiček prezimi na tleh in spomladi se začne nov razvojni krog.
Claviceps purpurea ima precej kompleksen življenjski cikel, sestavljen iz spolne in nespolne faze. 
Pomladi se iz peritecijev, ki so znotraj trosič gliv, ki običajno rastejo na tleh, sprostijo askospore (nastale s spolnim razmnoževanjem), ki jih raznese veter ali insekti. Spore kalijo na pestičih trav in žit, ki niso oplojeni. Infekcija z eno samo homokarionsko sporo zadošča za uspešen življenjski cikel, saj je C. purpurea homotalična vrsta. Gliva penetrira kutikulo pri stigmatičnih laskih in hifa kolonizira ovarijsko tkivo, prodira proti dnu ovarija in šele, ko predre vaskularno tkivo se začne značilni razvejani razrast micelija. Vzpostavi se specifičen in trajen parazitski odnos. Micelijska stroma v ovariju začne proizvajati velike količine konidiospor (nespolno razmnoževanje). Konidiospore se izločajo v tekočino, ki pride iz floema in je zelo bogata s sladkorji. Pojav t. i. medene rose je prvi makroskopski znak uspešne okužbe in služi za privabljanje insektov, saj je polna sladkorja, poleg tega pa vsebuje tudi inhibitorje kaljenja tujih konidijev, ki zaviralno delujejo na druge vrste gliv.[8] Bodisi insekti raznašajo konidiospore, bodisi gre za kapljično inokulacijo, nastane sekundarna okužba.[7] Približno dva tedna po okužbi se proizvodnja medene rose zmanjša, nastajati začno sklerociji, ki so sestavljeni iz kompaktne mase heterokarionskega micelija.[9] Sklerociji dozorijo v približno petih tednih, služijo kot prezimovalne strukture in so edini del glive, ki vsebuje alkaloide. [2] Sklerociji po petih tednih odpadejo z rastline in vzkalijo na ali pod površino zemlje, običajno ob dvigu temperature na približno 20 °C, spomladi. Rasti začno strome, ki se razvijejo v plodišča.
C. purpurea okuži izključno mlade, običajno nefertilizirane ovarije trav in žit. Najverjetneje gre za specifično prepoznavanje stigmatične površine, vendar zanesljivih dokazov o mehanizmih specifičnosti okužbe ni. Začetni stadiji infekcije so zelo podobni fertilizacijskemu procesu – adhezija peloda in rast pelodnih cevk v tkivo pestiča. Gliva torej oponaša pelod in uporablja celo signalne komponente tipične za interakcije med pelodom in stigmo, kar ji omogoči da je rastlina na prepozna kot tujek. V ovariju tako ob infekciji ne zasledimo nikakršnega obrambnega odziva vse dokler gliva ne "zapusti" poti peloda pri dnu ovarija, takrat pa je seveda prepozno. Za enkrat še pri nobeni kulturni rastlini niso odkrili genov za rezistenco na C. purpurea.[2]

## Habitat
Rženi rožički so pogosti na rži premalo negovanih njiv, posebno v mokrih letih.
C. purpurea najdemo povsod, izvzemši polarna območja. Največ je najdemo na velikih travnatih površinah, saj so njeni gostitelji pretežno trave in žita. Glede na habitat C. purpurea delimo v tri skupine, G1, G2 in G3. Prva je najbolj splošna in vključuje vse travnate površine, druga vključuje glive, ki živijo na travah v vlažnem in temnejšem okolju in tretja zajema tiste, ki živijo v slanih habitatih.[10]
C. purpurea ne povzroča nekroze in ne ubija gostiteljskih celic pred kolonizacijo. Rast glive med kolonizacijo je  intercelularna[5] in nedavno so poročali celo o intracelularni rasti znotraj živih celic[6]. C. purpurea je torej biotrof v pravem pomenu besede, obligatni patogen in v naravi pridobiva hrano le iz tkiv živega gostitelja. V nasprotju z veliko večino ostalih biotrofov je C. purpurea mogoče gojiti v aksenični kulturi. [2]

## Učinkovine
Rženi rožički vsebujejo do 0,8 % celokupnih alkaloidov, ki so derivati lizergne ali izolizergne kisline.
Alkaloidi lizergne kisline so aktivni in levosučni, alkaloidi izolizergne kisline pa so desnosučni in neaktivni. V vodni raztopini levosučni alkaloidi izomerizirajo do neaktivnih desnosučnih alkaloidov.
Alkaloide, amide lizergne kisline, lahko razdelimo v dve skupini: v vodotopne  (ergometrin) in nevodotopne. Slednje lahko razvrstimo še v dve skupini, in sicer ergotaminska skupina (ergotamin in ergozin) in ergokristinska skupina (ergokristin, ergokriptin, ergokornin).

## Delovanje in uporaba
Rženi rožički se kot droga v terapiji ne uporabljajo, predstavljajo pa nezamenljiv vir za izolacijo nekaterih terapevtsko pomembnih alkaloidov, derivatov lizerginske kisline. Med številnimi alkaloidi velja omeniti kot najpomembnejša ergometrin in ergotamin. 
Ergometrin se uporablja v ginekologiji za zaustavljanje krvavitev iz maternice ter za pospeševanje porodnih krčev. V maternici stisne žile, hkrati pa krči njene mišice. 
Ergotamin se zaradi simpatolitičnega delovanja uporablja predvsem kot zdravilo proti migreni. Deluje neposredno na gladke mišice arterij in tako povzroča vazokonstrikcijo. V večjih odmerkih je blokator α adrenergičnih receptorjev. Za dolgotrajno terapijo ni primeren, uživati pa ga ne smejo bolniki z okvarami ožilja. Tudi ergotamin stimulira gladke mišice uterusa, vendar lahko povzroči tetanične kontrakcije in dolgotrajno spazmo, zato je kontraindiciran v nosečnosti. Nasprotno kot omenjena alkaloida pa delujejo nekateri polsintetski derivati (dihidroergotamin, dihidroergotoksin). So manj toksični, skoraj nimajo vpliva na uterus in žile, imajo pa izrazitejše simpatolitično delovanje in zato nekoliko znižujejo krvni pritisk.
V prevelikih količinah so rženi rožički in njihovi alkaloidi močen strup: povzročajo splav, gnitje in odpadanje udov, krče, celo blaznost).
Klinične raziskave:

Eden izmed derivatov ergot alkaloidov je bromokriptin, ki zavira izločanje hormona prolaktina. Pri bolnikih s pretiranim izločanjem hormona zmanjšuje njegovo sproščanje.  
V nekaterih živčnih poteh v osrednjem živčevju spodbuja nastajanje dopamina.

### Bromokriptin
Bromokriptin je namenjen zdravljenju bolnikov z visoko vrednostjo prolaktina v krvi, preprečuje ali zaustavlja nastajanje materinega mleka in dojenje, uporablja se tudi za zdravljenje Parkinsonove bolezni.
V študiji, ki je zajemala okoli 4000 bolnikov, se je bromokriptin izkazal tudi kot učinkovito dodatno sredstvo pri obvladovanju sladkorne bolezni tipa 2. Mehanizem delovanja je še nejasen, predvideva pa se, da naj bi zaradi vezave na D2 receptorje uravnaval cirkadiani ritem sladkornih bolnikov (tip 2).
Ker se bromokriptin pri obvladovanju sladkorne bolezni uporablja v veliko manjših odmerkih, kot pri zdravljenju Parkinsonove bolezni, ga bolniki dobro prenašajo in poleg slabosti ne beležijo hujših neželenih učinkov. 
 Zanimivosti:
V srednjem veku so ljudje pogosto zbolevali za boleznijo, ki so jo imeli za božjo kazen in so jo zato imenovali sveti ogenj. Bolnikom so odmirali udje in imeli so hude krče. Kasneje so znoreli ali pa umrli.
To bolezen ali bolje te bolezenske znake so povzročali v krušno moko zmleti rženi rožički, ena od oblik glive Claviceps Purpurea (Ascomycetes). Alkaloidi v rožičkih krčijo žile v okončinah, blaznost pa je posledica njihovega delovanja na centralni živčni sistem.
Kot zanimivost velja omeniti, da je tudi znano mamilo oziroma hipnotik LSD sintetski derivat lizerginske kisline (dietilamid lizerginske kisline). Njegovo odkritje je povezano z raziskavami farmakoloških učinkov rženih rožičkov in polsintetskih derivatov lizerginske kisline.
Rženi rožički vsebujejo mnogo različnih alkaloidov, navzočnost posameznih učinkovin in njihova količina pa je iz leta v leto in od polja do polja različna, zato gojijo posebne zvrsti rženih rožičkov z učinkovinami, ki jih želijo izločiti iz njih.
Ker je danes poraba rženih rožičkov v farmacevtski industriji zelo velika, se izvaja inficiranje rži umetno. Uporablja se v laboratorijih pridobljene trose izselekcioniranih zvrsti glive, ki vsebujejo v rožičkih večjo količino alkaloidov. Inficiranje in žetev rožičkov se v celoti izvaja strojno. V zadnjem času se uveljavlja že tudi gojenje glivice v posebnih tankih, podobno kot se proizvajajo antibiotiki. Proces pa je razmeroma dolg in zahteven, saj je težko zagotoviti glivi vse pogoje, ki jih potrebuje za svoj razvoj in tvorbo alkaloidov.